# Piangi piangi/Capri
Piangi Piangi/Capri è l'ottantacinquesimo singolo 45 giri di Peppino Di Capri

## Il disco
Il brano Piangi Piangi è la traduzione italiana della celeberrima Cry di Churchill Kohlman, classico statunitense degli anni '50, che d'altronde fu la canzone che il cantante caprese insieme al batterista Ettore Falconieri presento nella sua prima apparizione televisiva in assoluto, al programma televisivo Primo applauso il 26 agosto 1956. Si classificarono primi con l'esecuzione di questo brano peraltro in inglese. Solo due anni più tardi avrebbe debuttato sul mercato discografico con lo pseudonimo Peppino di Capri.
La canzone sul lato B è dedicata all'isola natale del cantante. E anche l'ultima canzone di Di Capri cui testo è stato scritto dal chitarrista Mario Cenci. Il singolo è anche l'ultimo che vede la partecipazione del sassofonista Varano che, proprio a ridosso della sua pubblicazione, abbandonò la formazione dei Rockers
La copertina raffigura Di Capri con i suoi Rockers. Questo disco non riscosse molto successo di vendita.

## Tracce
LATO A
- Piangi Piangi (testo e musica di Churchill Kohlman)

LATO B
- Capri (testo di Mario Cenci, musica di Gino Mazzocchi e Giuseppe Faiella)

## Formazione
- Peppino di Capri - voce, pianoforte
- Mario Cenci - chitarra, cori
- Ettore Falconieri - batteria, percussioni
- Pino Amenta - basso, cori
- Gabriele Varano - sax, cori

## Fonti
- Banca dati online della SIAE